# Xã Lockport, Quận Haskell, Kansas
Xã Lockport (tiếng Anh: Lockport Township) là một xã thuộc quận Haskell, tiểu bang Kansas, Hoa Kỳ. Năm 2010, dân số của xã này là 479 người.